# Synema spinosum
Synema spinosum là một loài nhện trong họ Thomisidae.
Loài này thuộc chi Synema. Synema spinosum được Cândido Firmino de Mello-Leitão miêu tả năm 1929.